# 奥本海姆之家

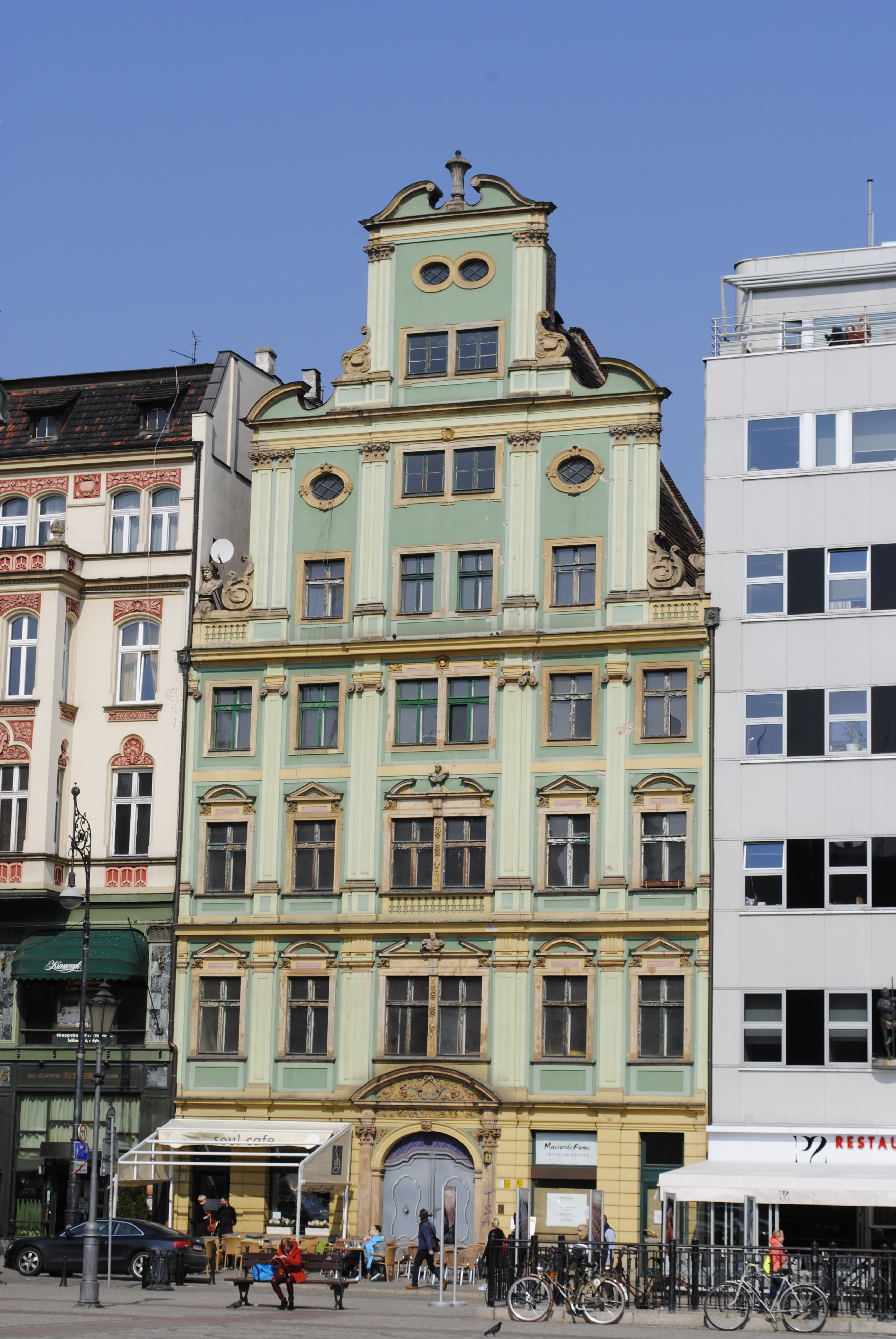
奥本海姆之家

奥本海姆之家（德語：Oppenheim-Haus）是一座巴洛克风格的建筑，位于弗罗茨瓦夫盐市广场4号，建于18世纪末，已经彻底重建。

## 历史
1810年，银行家海曼·奥本海姆（Heyman Oppenheim）买下该建筑作为住宅。从1890年到1940年，这里是布雷斯劳犹太社区穷人基金会的所在地。1940年代，这所房子被纳粹政权没收。1940/1941年，该住宅的四名犹太居民被从布雷斯劳驱逐出境，并被谋杀。自1945年以来，该建筑一直是弗罗茨瓦夫市的市政住宅。自2013年以来，它一直由非营利组织所有。
从2017年开始，在奥本海姆中心内设有展览室、奥本海姆总部、一个带露台的多功能会议室、一家餐厅、一个艺术家住宅和办公室。这栋建筑打算向弗罗茨瓦夫的居民开放，并作为文化、科学和经济机构的所在地。主要关注展览等文化和艺术项目，同时促进波德对话和国际交流。一楼的艺术沙龙将由来自柏林和弗罗茨瓦夫的知名和受人尊敬的策展人监督。
这座历史公寓楼的现代化、改造和扩建项目由建筑公司 Major Architekci 执行，并与德国和波兰的修复者和古迹保护组织密切合作。
2016年夏初，巴洛克风格房屋的翻修和修复工作已经开始，预计将持续到2017/2018年冬季。